# Julius Clausen
Julius Emil Ferdinand Clausen (født 17. august 1868 i København, død 29. april 1951 sammesteds) var en dansk litteratur-, kultur- og personalhistoriker.
Clausen blev student fra Metropolitanskolen i 1886, og i 1888 vandt han Københavns Universitets guldmedalje for en afhandling om Frederik Christian Eilschov. I 1891 tog han skoleembedseksamen og ansattes samme år ved det Kongelige Bibliotek, og blev i 1907 bibliotekar ved samme.
Han har foruden adskillige tidsskriftsartikler udgivet: Kulturhistoriske Studier over Heiberg’s Vaudeviller (1891), Jens Baggesen (1895), Frederik Christian, Hertug af Augustenborg (1896), Fra Krinolinens Dage (1897), Skandinavismen (1900), Kunstnerforeningen af 18. November (1902).
Han har endvidere redigeret Illustreret Verdens-Litteraturhistorie (1901), i hvilken han skrev afsnittet om Sverige, og udgivet Breve fra P.V. Jacobsen (1899) og Af Orla Lehmann’s Papirer (1903); han var sammen med P.Fr. Rist medudgiver af udgivelsesserien Memoirer og Breve.
Endelig var han fra 1901 litteratur- og teateranmelder ved Berlingske Tidende samt Ridder af Dannebrog og Dannebrogsmand. Han var desuden ledende senior i Studenterforeningen 1904-05, medlem af bestyrelsen for Kammermusikforeningen Ojf for Selskabet for dansk Teaterhistorie, formand for Selskabet for Historie, Litteratur og Kunst og i Olaf Poulsen-Fonden og korresponderende medlem af Svenska litteratursällskapet i Finland.
Clausens område var der, hvor litteraturhistorien og den almindelige historie stødte sammen. Han havde en lykkelig hånd til at sysle med gamle papirer og finde hidtil upåagtede ting frem. Hans bøger fremgik af sådanne fund og bragte derved nyt materiale. Med særlig interesse studerede han det 18. århundrede, ligesom han også over for den samtidige litteratur havde størst føling med det forstandige og formelt afklarede.
Han udgav i 1941 selvbiografien Mennesker paa min Vej : Minder fra de unge Dage.